# Ендрю Рутерферд (гонконзький плавець)
Ендрю Рутерферд (1 січня 1972) — гонконгський плавець.
Учасник Олімпійських Ігор 1992 року, де в попередніх запливах на дистанціях 100 і 200 метрів брасом посів, відповідно, 29-те і 37-ме місця й не потрапив до півфіналів.